# Turan Lalang
Turan Lalang is een bestuurslaag in het regentschap Lebong van de provincie Bengkulu, Indonesië. Turan Lalang telt 1284 inwoners (volkstelling 2010).